# Allan Boath
Allan Roderick Boath (Dundee, 14 de fevereiro de 1958) é um ex-futebolista escocês naturalizado neozelandês, que atuava como meia.

## Carreira
Allan Boath fez parte do elenco da histórica Seleção Neozelandesa de Futebol da Copa do Mundo de 1982. 